# Harry Nilsson (zapaśnik)
Carl Harry Nilsson (ur. 9 maja 1897, zm. 29 maja 1970) – szwedzki zapaśnik walczący w obu stylach. Olimpijczyk z Paryża 1924, gdzie zajął dziewiąte miejsce w wadze średniej, w stylu klasycznym i wolnym.
Mistrz kraju w 1924 i drugi w 1920 w stylu klasycznym.

## Letnie Igrzyska Olimpijskie 1924

### Waga średnia, styl klasyczny
| Konkurencja          | Rundy eliminacyjne   | Rundy eliminacyjne     | Rundy eliminacyjne            | Rundy eliminacyjne        | Klas. końcowa |
| Konkurencja          | Przeciwnik I         | Przeciwnik II          | Przeciwnik III                | Przeciwnik IV             | Miejsce       |
| -------------------- | -------------------- | ---------------------- | ----------------------------- | ------------------------- | ------------- |
| 75 kg styl klasyczny | Nikola Grbić (YUG) P | Wilhelmus Doll (NED) Z | Robert Christoffersen (DEN) Z | Edvard Westerlund (FIN) P | 9.            |

### Waga średnia, styl wolny
| Konkurencja      | Rundy eliminacyjne | Klas. końcowa |
| Konkurencja      | 1/4                | Miejsce       |
| ---------------- | ------------------ | ------------- |
| 79 kg styl wolny | Noel Rhys (GBR) P  | 9.            |